# Akaminds
akaminds （アカマインズ）は、ベトナムのソフトウェア開発企業であるFPTソフトウェアの開発・販売する、IoT・人工知能・データ分析のプラットフォーム。名称は「aka」（日本での「赤ん坊」の「あか」）と、wikt:mindの組み合わせ語。「何でも柔軟に素早く吸収する、赤ちゃんの知能のような人工知能（AI）」いう意味が込められているという。
「akaminds」はFPTジャパン株式会社の登録商標である。

## アーキテクチャー
オンプレミスやクラウド上にコンテナ環境を構築し、オーケストレーション。その上に、管理ポータルやアプリケーション、インフラ管理環境を持ち、IoT・人工知能・データ分析を実行できるコンポーネントを持つ。

## 利用例

### IoT分野
IoTデバイスの接続とそのデバイスからのデータの取り込みやデバイスのライフサイクル管理。 アナログメータの数値をデータに変換することにより、アナログ機器でIoT可を実現することなどの利用例が考えられる。ゲートウェイ管理では、エッジゲートウェイ管理、エッジゲートウェイ上のアプリケーションの管理することなどができる。

### AI分野
欠落したAI学習データの生成やデータラベリングなどの処理を高速するデータ処理ツールやチャットボットを構築することが可能。また、 コーディングの必要なくディープラーニングモデルの作成、トレーニング、テストの実施が可能となっている。これは、昨今AIプラットフォームを提供する企業の傾向であり、コーディングなしでのAI導入を推進する流れに沿ったものである。

## 関連サービス
FPTソフトウェアは、akamindsを活用したデジタルプラットフォームを迅速かつ効率的に実装できるサービスを提供している。これらのサービスは、次の5つである。 
- デジタルプラットフォームコンサルティングサービス

トレーニング、アセスメント、プラットフォームの選択、設計およびデジタルプラットフォームロードマップの策定
- デジタルプラットフォームの実装

デジタルサービスの開発、デジタルプラットフォームのカスタマイズと適合化、導入とテスト
- デジタルプラットフォームの統合

既存システムを新しいデジタルプラットフォームに統合
- アプリケーションのオンボーディング

新しいアプリケーションの開発や、既存アプリケーションを新しいデジタルプラットフォームへの移行
- デジタルプラットフォーム管理サービス

デジタルプラットフォームの監視と運用
akamindsをベースとし、 FPTソフトウェアの各業界のスペシャリストが、業界に特化したソリューションを提供している。
- IoT
- AI
- IoVおよびフリート管理（自動車業界）
- ブロックチェーン（金融業界）
- 省エネソリューション（BEMS）
- RPA （ロボティックス・プロセス・オートメーション) など